# Alexander (Iowa)
Alexander è una città degli Stati Uniti, situata nella Contea di Franklin, nello Stato dell'Iowa.

## Geografia fisica
Le coordinate geografiche della città sono: 42°48′17″N 93°28′39″W (42.804760 -93.477395). Alexander ha una superficie di 11,1 km². Le città limitrofe sono: Belmond, Coulter, Galt, Latimer, Meservey, e Rowan. Alexander è situata a 387 m s.l.m.

## Società

### Evoluzione demografica
Al censimento del 2000, Alexander contava 165 abitanti e 79 famiglie. La densità di popolazione era di 14,86 abitanti per chilometro quadrato. Le unità abitative erano 88, con una media di 7,92 per chilometro quadrato. La composizione razziale contava il 96,36% di bianchi, e il 3,64% di altre razze. Gli ispanici e i latini erano il 3,64% della popolazione residente.